# James Anaya
James Anaya (n. 1960) es un abogado estadounidense de ascendencia apache y purepecha, así como profesor de Derechos Humanos y Política en la Escuela de Derecho de la Universidad de Arizona. En marzo de 2008 fue designado por las Naciones Unidas «Relator Especial Para la Situación de los Derechos y Libertades Fundamentales de los Pueblos Indígenas».

## Trayectoria
Anaya se graduó de la Universidad de Nuevo México como bachiller en 1980 y de la Escuela de Derecho de la Universidad de Harvard como Doctor (Juris Doctor) en 1983. Su trabajo se concentra en el derecho internacional de los derechos humanos, el derecho constitucional y los asuntos concernientes a derechos de pueblos indígenas. Ha sido, igualmente, el 16º decano de la facultad de derecho de la Universidad de Colorado. 
Anaya ha sido asesor de diversas organizaciones y agencias gubernamentales en distintos países en temas relacionados con los derechos fundamentales de los pueblos indígenas. También ha representado a comunidades indígenas de diversos lugares de Centro y Norteamérica en casos sobre demarcaciones de tierras ante tribunales internacionales. Fue el abogado de la comunidad Sumo (Mayagna) en el caso ventilado ante la Comisión Interamericana de Derechos Humanos, y que ésta llevó ante la Corte Interamericana de Derechos Humanos conocido como caso Awas Tingni vs. Nicaragua, obteniendo la primera sentencia favorable de este tribunal acerca del derecho de propiedad de los pueblos indígenas a sus tierras ancestrales.

## Publicaciones
- Indigenous Peoples in International Law (Oxford Univ. Press, 1996, 2d. ed. 2004). ISBN 0-19-517350-3
- International Human Rights: Problems of Law, Policy, and Practice (4th ed. 2006) (co-authored with Richard B. Lillich, Hurst Hannun & Dinah L. Shelton) ISBN 0-316-52687-8
- The Protection of Indigenous Peoples' Rights Over Lands and Natural Resources Under the Inter-American Human Rights System, 14 Harv. Hum. Rts. J. 33 (2001) (co-author with Robert A. Williams, Jr.).
- The Native Hawaiian People and International Human Rights Law: Toward a Remedy for Past and Continuing Wrongs, 28 Ga. L. Rev. 309 (1994), reprinted in International Law and Indigenous Peoples 309 (S. James Anaya ed., 2003).
- A Contemporary Definition of the International Norm of Self-Determination, 3 Transnat'l L. & Contemp. Probs. 131 (1993).